# Bernard Lown
Bernard Lown (nume la nastere Boruchas Lacas; n. 7 iunie 1921, Utena, Utenos rajono savivaldybė⁠(d), Lituania – d. 16 februarie 2021, Chestnut Hill⁠(d), Brookline⁠(d), Massachusetts, SUA) a fost un cardiolog și inventator american de etnie evreiască, originar din Lituania, care a dezvoltat în 1962 defibrilatorul modern pentru resuscitare cardiacă și cardioconvertorul (cardioverter) pentru corecția rapidă de aritmii cardiace.
Lown a introdus și tratamentul cu lidocaină în tulburările de ritm cardiac. A fost primul care a descris sindromul cunoscut ca Sindromul Lown-Ganong-Levine și a elaborat clasificarea Lown a extrasistolelor ventriculare.
În afară de aceasta, s-a implicat ca activist pentru pace, fondând  împreună cu cardiologul sovietic Evgheni Ceazov, fost ministru al sănătății al Uniunii Sovietice, Asociația internațională a medicilor pentru prevenirea unui război nuclear. În această calitate, a primit în numele organizației amintite Premiul Nobel pentru pace pe anul 1985. 
În cursul carierei sale medicale, Lown s-a concentrat pe două probleme medicale majore:cea a morții subite de cauză cardiacă și a rolului stresului psihologic în sistemul cardiovascular. Cercetările sale au dus la mai multe inovații medicale deschizătoare de drum, între care unitatea de terapie coronariană. Realizările sale au făcut posibilă și mai sigură chirurgia cardiacă modernă. Lown a fost profesor de cardiologie la Școala T.H.Chan de sănătate publică a Universității Harvard și medic senior al Spitalului Brigham și Spitalului de femei din Boston, Massachusets, Statele Unite. El a fost fondatorul Centrului Cardiovascular Lown și al Fundației de cercetare cardiovasculară Lown. De asemenea, a întemeiat Institutul Lown pentru reforma sistemului sanitar și a societății.

## Biografie

### Copilărie și tinerețe
Bernard Lown s-a născut în anul de 1921 sub numele Baruch Latz sau, în lituaniană - Boruchas Lacas, în orașul lituanian Utena. Amândoi bunicii săi au fost rabini. Tatăl său, Nisonas (Nisan) Lacas a lucrat în comerțul en gros. La începutul anilor 1920 acesta a cumpărat împreună cu un partener, o moară de făină prevazută cu un agregat Diesel cu generator. Curentul electric obținut a permis  și punerea în funcție a unei fabrici de cherestea și aprovizionarea cu electricitate a locuitorilor din localitate. În aceste împrejurări familia a beneficiat de un nivel ridicat de viață.  Mama, Bela Lacas, născută Grossbard, era absolventa unui liceu rus. În casă se citeau, între altele, clasici ruși și francezi. De asemenea, se găzduiau întruniri ale sioniștilor și oamenilor de cultură, se țineau conferințe, concerte și spectacole de teatru.
În anii 1930 familia a hotărât să emigreze în Statele Unite. Fratele lui Nisonas, Pilypas, care avea o fabrică de pantofi l-a convins pe acesta că în America erau perspective mai bune pentru copii decât în Lituania. Și venirea la putere a lui Hitler în Germania a  produs temeri în randul familiei că a crescut primejdia de război. Totuși, deoarece mulți dintre locuitorii orașului, care erau în majoritate evrei, plănuiau să emigreze, le-a fost extraordinar de dificil să găsească un cumpărător pentru firma deținută de familie. După șapte luni in care nu au găsit un cumpărător, au decis ca Nisonas va pleca în Statele Unite cu copiii mai mari, Boruchas și Hiršelė, în timp ce Bella va aștepta în Lituania cu copii cei mici, Moišelė și Liliana, până la vânzarea proprietății.
În martie 1935 Nisonas și fiii cei mari au ajuns în America și s-au stabilit la Lewiston, Maine.
Bela Lacas a intrat curând in depresie. Era stresată de administrarea firmei și a intrat în datorii. În cele din urmă a predat firma foștilor parteneri de afaceri al soțului, care nu-i au plătit nimic în schimb, dar au achitat datoriile. În octombrie 1936 și ea a venit cu copiii cei mici în America.
Familia Lacas și-a schimbat numele în Lown.  Bernard a studiat la Universitatea Maine din Orono
unde în 1942 a prezentat o lucrare de diplomă în domeniul zoologiei despre „Alele multiple în determinarea sexului viespei parazite Harborbracon" . Apoi  a continuat studiile la Școala de medicină a Universității Johns Hopkins. În 1945 a obținut diploma de medic. În timpul studiilor s-a alăturat unor grupuri care cereau creșterea cotelor de admitere pentru negri, femei și evrei în universitate și erau considerate „de stânga”.
Deoarece Lown nu a ținut seamă de separarea probelor de sânge ale albilor și negrilor, a fost odată suspendat temporar de la cursuri.

### Ani de perfecționare
După terminarea studiilor, Lown a lucrat vreme de cinci ani în mai multe clinici,  dedicându-se, apoi, între anii 1950-1953, cercetărilor în domeniul cardiologiei la Spitalul Peter Bent Brigham din Boston.
Ca medic militar cu rangul de căpitan, înainte de a fi trimis în Coreea. Lown a refuzat să răspundă la întrebarea dacă era membru într-una din 600 organizații clasificate ca subversive în acea vreme a McCarthismului. Dimpotrivă, și-a exprimat părerea că aceste legi discriminatorii ar trebui abolite , ceea ce i-a adus degradarea și transferul la un spital militar din Tacoma, Washington. Acolo, în anul 1954, și-a petrecut diminețile măturând coridoarele spitalului, iar după masă dând consultații medicale. Despre această perioadă Lown a spus mai târziu:
Ea  mi-a ruinat viata vreme de un an, și mi-a amânat cariera cu un deceniu, dar m-a făcut un medic mai bun
În anii următori a lucrat Lown ca asistent universitar, mai întâi la Spitalul Peter Bent Brigham din Boston (1955-1956), apoi la Școala Harvard de medicină (1955-1958).

### Continuarea carierei medicale și științifice
Lown a fost între anii 1956-1970  directorul Laboratorului de Cercetari Cardiovasculare Samuel A.Levine al Spitalului Peter Bent Brigham din Boston (ulterior Spitalul Brigham și de Femei). Între anii 1965-1974 a fost director al Unității de Terapie Coronariană Samuel A. Levine , iar din 1984 medic senior al spitalului. Între anii 1961-1967 a predat ca  conferențiar (profesor asistent), între anii 1967-1974 a fost profesor asociat, iar între 1974-1991  profesor ordinar de cardiologie la Școala Harvard de Sănătate Publică. În 1991 ieșind la pensie, a devenit profesor emerit. 
În 1962 Lown a descris pentru prima oară sindromul de preexcitații, care ulterior a fost denumit Sindromul Lown-Ganong-Levine În 1962 a stabilit termenul de „sick sinus syndrome”
Lown a introdus tratamentul cu lidocaină în extrasistolia ventriculară și în 1971 a elaborat un sistem de clasificare a extrasistolelor ventriculare cunoscut ca Clasificarea Lown .
Cardioversia pentru fibrilația atrială a fost dezvoltată de Lown și colegii săi la începutul anilor 1960 și a fost dată publicității în anul 1962. Ea a fost obiectul unor controverse în cercurile de specialiști, dar a fost până la urmă acceptată și aplicata până astăzi în întreaga lume
 
Și conceptul de unitate de terapie coronariană, monitorizarea continuă a ritmului cardiac (ECG monitoring) la pacienții coronarieni, a fost propus de Lown si aplicat de el pentru prima dată.
 
Lown a fost autorul și co-autorul a 4 cărți și a peste 425 articole în jurnalele științifice.

### Viața privată
Bernard Lown s-a căsătorit în anul 1946 cu verișoara sa, Louise-Charlotte. Ea a murit în anul 2019. Împreună au avut trei copii: Anne, Frederic și Noemi.
Lown a decedat în februarie 2021, la vârsta de 99 ani, în casa sa din Chestnut Hill, Massachusets, în urma unei pneumonii cu insuficiență cardiacă.  

### Activități politice și obștești
În anii 1974-1975 Lown a condus Asociația medicilor pentru prietenia dinre S.U.A. și Republica Populară Chineză

#### Medici pentru responsabilitate socială PSR
La începutul anului 1961 Lawn a adunat în jurul său un grup de medici de la spitalele universitare din Boston, preocupați de creșterea pericolului unui război nuclear între Uniunea Sovietică și Statele Unite. Ei au creat Asociația Medici pentru responsabilitate socială. Între activiștii ei s-au numărat și Jack Geiger și Victor W. Sidel. Asociatia a scris cinci articole de cercetare despre consecințele medicale ale unui atac nuclear de 10 megatone asupra orașului Boston. Articolele au fost publicate ]n mai 1962 sub titlul "The Medical Consequences of Thermonuclear War", în cadrul unui simpozion al revistei New England Journal of Medicine
Aceste articole au incurjat miscarile medicale anti-nucleare din lume și au ajutat la adoptarea tratatului cu privire la testele nucleare limitate de către Senatul S.U.A..

#### IPPNW
Ca urmare a mai multor proiecte de cercetare comune, Lown a menținut bune legături cu cardiologul rus Evgheni I. Ceazov, medic personal al liderului sovietic Leonid Brejnev. În anul 1979 Lown a propus acestuia fondarea unei Asociații internaționale a medicilor pentru pace. 
În 1980 Lowb, Ceazov și alți cinci medici sovietici și americani  au fondat organizația numită International Physicians for the Prevention of Nuclear War (Asociația Internațională a Medicilor pentru Prevenirea unui Război Nuclear). La început a fost vorba de câțiva medici care s-au întâlnit în locuința lui Lown. Ei au planificat cooptarea de colegi din S.U.A., Uniunea Sovietică și Japonia. În 1985 când li s-a decernat Premiul Nobel pentru pace, asociația a numărat deja 160,000 membri din 60 țări.

## Premii și onoruri
Lown a primit peste 20 doctorate honoris causa și alte titluri de la universități și academii americane și internaționale.
- 1986 - Premiul Gandhi pentru pace
- Ordinul Gediminas al Lituaniei cu gradul de comandor
- Membru extern al Academiei Ruse de Științe